# Sciberras
Sciberras (variantes : Sceberras, Xiberras) est un patronyme maltais. 

## Étymologie
Selon le linguiste maltais Mario Cassar, le nom Sciberras viendrait de l'arabe Shihab er-Ras, formé de l'élément shihâb (ou chihâb), signifiant « étoile brillante » (et peut-être par extension « étoile filante »), et de l'élément ras, signifiant « tête, cap », et par extension « capitaine, chef ». 

## Distribution du patronyme dans le monde
Selon le site Forebears, 2 134 personnes portaient ce nom à Malte en 2014. En dehors de l'archipel maltais, le nom Sciberras se rencontre notamment en Australie, au sein de la communauté maltaise (en). 
| Pays       | Nombre de personnes portant ce patronyme (2014) |
| ---------- | ----------------------------------------------- |
| Malte      | 2 134                                           |
| Australie  | 1 071                                           |
| France     | 318                                             |
| Angleterre | 280                                             |
| Canada     | 254                                             |

## Personnalités portant ce patronyme
- Sciberras (homonymie)